# Десси
Десси (ирл. Déisi, англ. Dessì) — несколько племён в древней и средневековой Ирландии. Название происходит от ирландского слова déis (вассал, подданный). Первоначально так назывались группы, которые были вассалами или арендаторами у землевладельца. Позже так стали называть некоторые ирландские кланы и их подданных по всей Ирландии.
В гэльской Ирландии существовало несколько племён, которые перечисляются под названием Десси. Они не имели родственных связей между собой, хотя часто воспринимаются как генетически связанные между собой. К числу их относятся:
- Десси Манстера (ирл. Déisi Muman);
- Десси Тары (ирл. Déisi Temro);
- Десси Бекк (ирл. Déisi Becc, жили в королевстве Миде);
- Десси Тускарт (ирл. Déisi Tuisceart, северные Десси, позже этот ирландский клан получил название Дал Кайс).

В раннем средневековье некоторые Десси имели большое политическое влияние в разных частях Ирландии. Некоторые источники предполагают также их связь с Британией.